# Partizansk
Partizansk (rusky Партиза́нск) je město v Přímořském kraji v Ruské federaci. Při sčítání lidu v roce 2010 měl bezmála čtyřicet tisíc obyvatel.

## Poloha
Partizansk leží na východních svazích jižního výběžku pohoří Sichote-Aliň nad údolím říčky Partizanskaja, která se padesát kilometrů jižně v Nachodce vlévá do Japonského moře. Tímto údolím vede do Nachodky také dvoukolejná Transsibiřská magistrála. Od Vladivostoku, správního střediska kraje, je Partizansk vzdálen zhruba 170 kilometrů východně.

## Dějiny
Partizansk vznikl v roce 1896 po předchozích geologických průzkumech, které nalezly hojná ložiska uhlí, jako hornické sídlo Sučanskij Rudnik (Сучанский Рудник). Jméno bylo odvozeno od staršího, původem čínského jména řeky Partizanskaja – Sučan.
Dne 27. dubna 1932 se pod jménem Sučan stalo hornické sídlo městem.
Město i řeka byly v roce 1972 přejmenovány v rámci přejmenovávání geografických objektů na ruském Dálném východě v roce 1972, které mýtilo původem čínská a tunguzská jména ve prospěch ruských.